# جسی ویلکاکس اسمیت
جسی ویلکاکس اسمیت (انگلیسی: Jessie Willcox Smith؛ ۶ سپتامبر ۱۸۶۳ – ۳ مهٔ ۱۹۳۵) یک تصویرگر اهل ایالات متحده آمریکا بود.

## نگارخانه

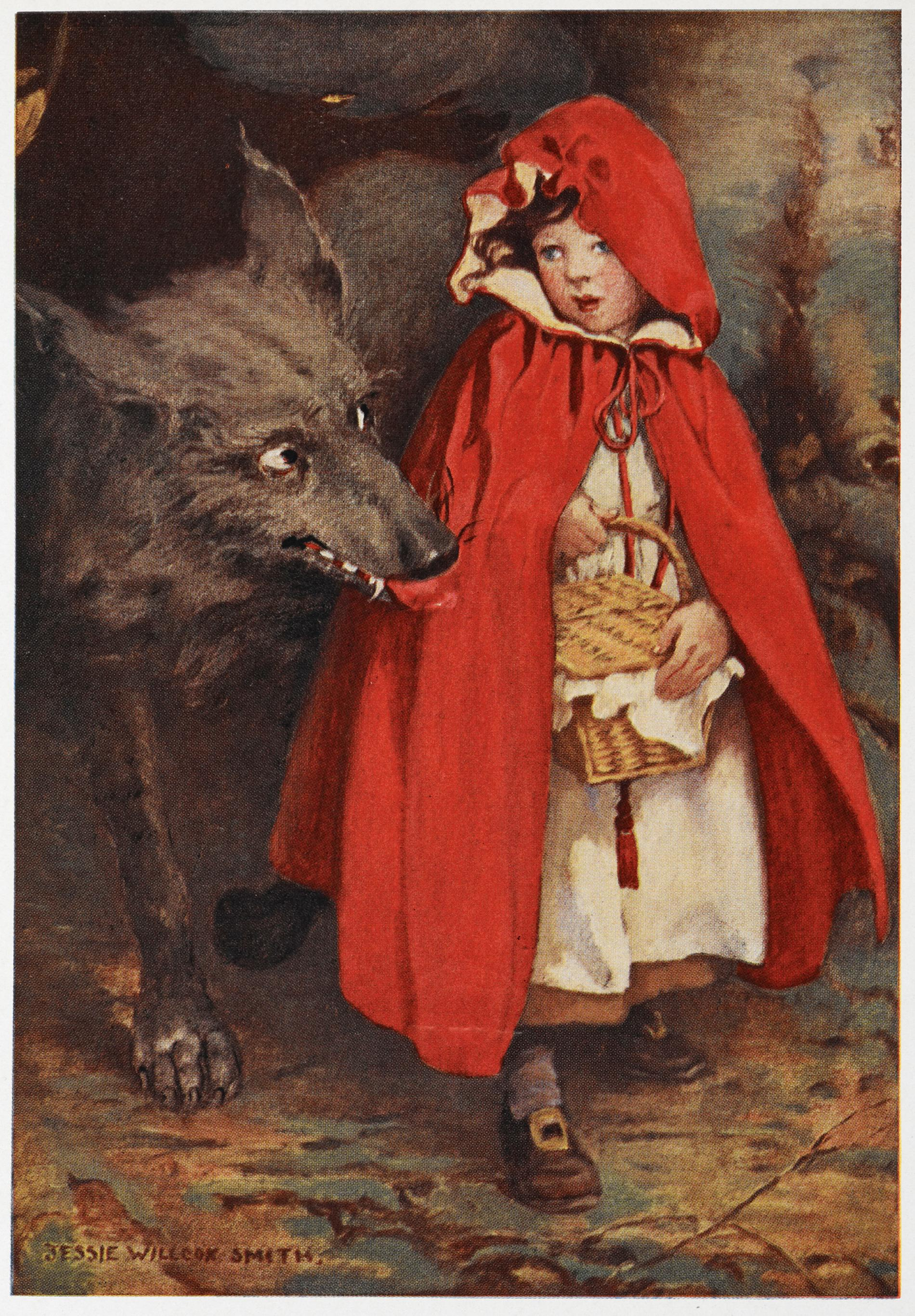
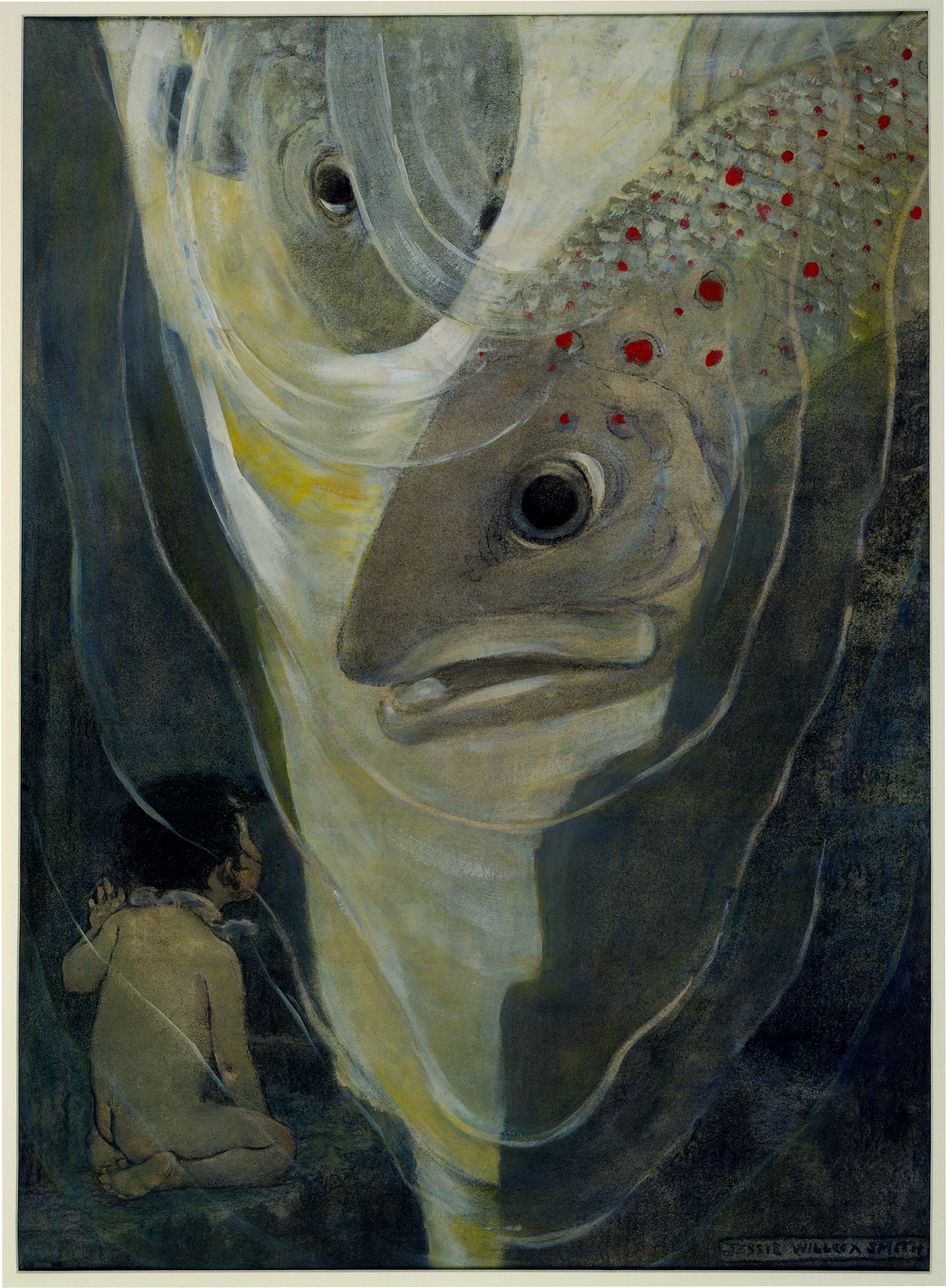
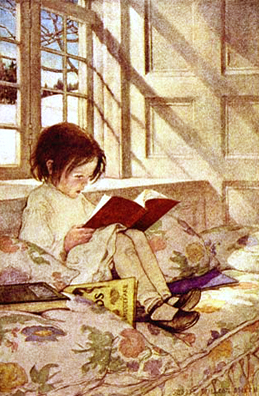
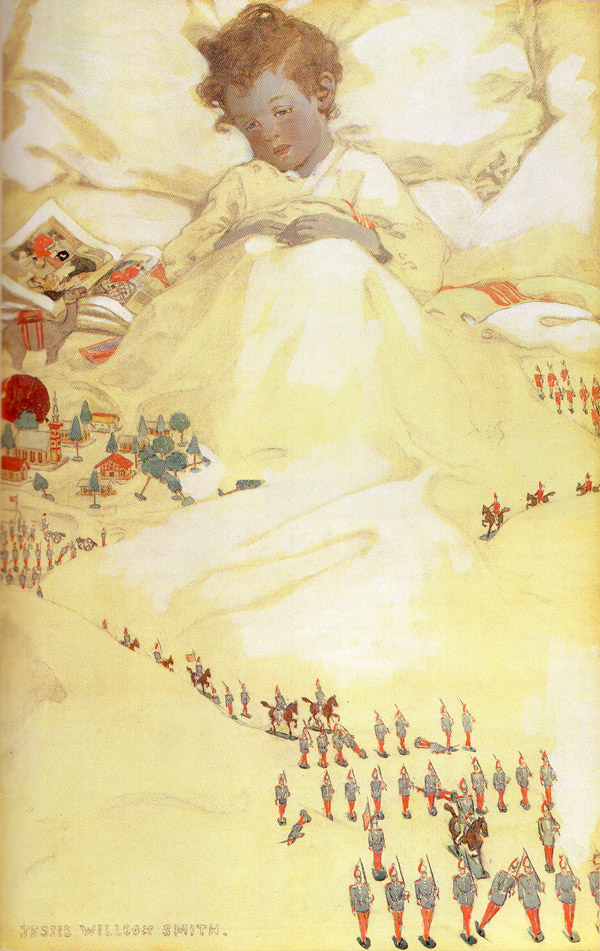
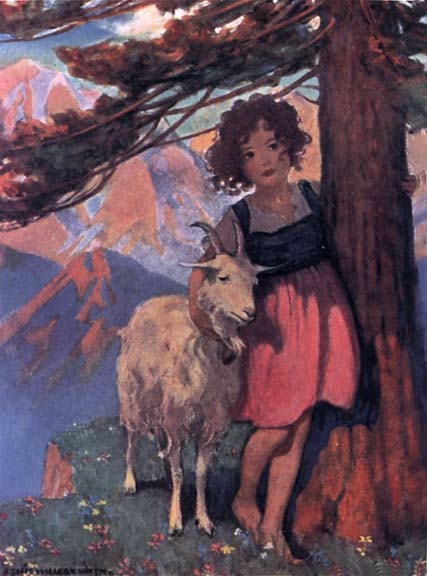
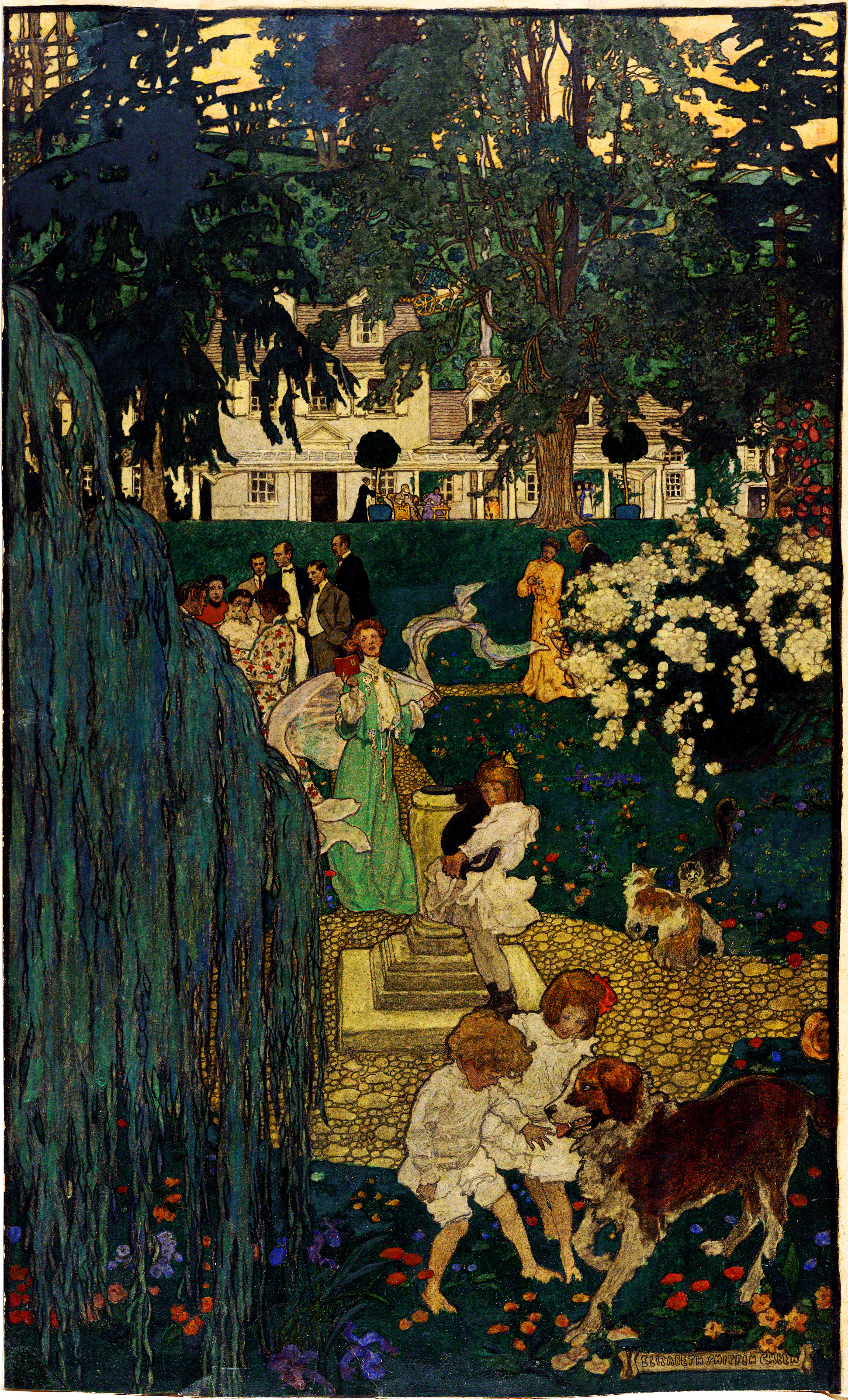